# Liste der Hochhäuser in Bonn
Die Liste der Hochhäuser in Bonn führt alle Hochhäuser in Bonn auf, die eine strukturelle Höhe von 50 Metern erreichen. Das höchste Bauwerk Bonns ist der Sendemast Venusberg mit 180 Metern, dieser wird in der Liste aber nicht geführt, da es sich um ein abgespanntes Bauwerk handelt. Die Bonner Skyline ist vor allem durch den für die Größe Bonns überdurchschnittlich hohen Post Tower geprägt, welcher mit einer Höhe von 163 Metern das sechszehnthöchste Gebäude Deutschlands und das höchste außerhalb von Frankfurt am Main ist.
In den letzten Jahren wurden und werden wieder vermehrt Gebäude mit einer Höhe von über 50 Metern in der Bundesstadt geplant und erbaut. Nach der Fertigstellung des Marriott-Hotel des World Conference Center im Jahre 2009, werden derzeit an drei weiteren Projekten gebaut. Des Weiteren sollen entlang der B9 um das Bundesviertel herum eine Vielzahl neuer Hochhäuser entstehen, die sich derzeit in einem Hochhausrahmenplan in Planung befinden.

## Hochhäuser in Bonn
Diese Liste umfasst alle Bonner Hochhäuser, die ohne Aufbauten eine Höhe von mindestens 50 Metern erreichen. Die Höhenangaben entstammen großteils der Datenbank des Council on Tall Buildings and Urban Habitat (Rat für hohe Gebäude und städtischen Lebensraum) und Emporis. Alle Gebäude werden nach der offiziellen Höhe geordnet. Diese beinhaltet Turmspitzen, wenn diese Teil der Gebäudearchitektur sind, jedoch keine Funkantennen ohne ähnliche technische Aufbauten.
| Nr. | Gebäude                                                            | Baujahr | Höhe in Metern | Etagen | Bemerkung | Bild           |
| --- | ------------------------------------------------------------------ | ------- | -------------- | ------ | --- | -------------- |
| 1.  | Post Tower                                                         | 2002    | 163            | 41     | Elfthöchstes Gebäude in Deutschland; Sitz der Deutschen Post AG | weitere Bilder |
| 2.  | Langer Eugen (UN-Hochhaus)                                         | 1969    | 114            | 31     | Zentrum des UN-Campus | weitere Bilder |
| 3.  | Stadtquartier Neuer Kanzlerplatz                                   | 2022    | 101,5          | 28     | Neubau auf der Fläche des Bonn-Center | weitere Bilder |
| 4.  | Stadthaus                                                          | 1978    | 72             | 17     | Sitz der Stadtverwaltung | weitere Bilder |
| 5.  | Am Römerlager 4                                                    |         | 70,4           | 19     | Wohngebäude |                |
| 6.  | Hotel des World Conference Centers                                 | 2009    | 68             | 17     | Marriott-Hotel | weitere Bilder |
| 7.  | Studentenheim Castell                                              | 1976    | 67             | 17     | Studentenwohnheim |                |
| 8.  | Tulpenfeld-Hochhaus                                                | 1967    | 67             | 18     | Verwaltungssitz der Bundesnetzagentur | weitere Bilder |
| 9.  | Neues UN-Hochhaus (Kleiner Eugen)                                  | 2020    | 65             | 18     | Das Hochhaus stellt die Erweiterung des UN-Campus dar. | weitere Bilder |
| 10. | Hochhaus Platanenweg 29                                            | 1973    | 59             | 18     | ehemalige Nutzer: Sanitätsamt der Bundeswehr (1973–2002), Leerstand ab 2004/05 bis 2018 Von Frühjahr 2018 bis Ende 2020 wurde das Hochhaus saniert und zu Apartments umgebaut. | weitere Bilder |
| 11. | Bundeswirtschaftsministerium (Liegenschaft Villemombler Straße 76) | 1972    | 56,1           | 14     | 2001–03 grundsaniert mit Fassadenumgestaltung |                |
| 12. | Kreuzbauten                                                        | 1975    | 55,6           | 15     | Sitz des Bundesministeriums für Bildung und Forschung | weitere Bilder |
| 13. | Kreuzbauten                                                        | 1975    |                | 12     | Sitz des Bundesministeriums für Bildung und Forschung |                |
| 14. | Augustinum Hochhaus „zur Rheinseite“                               | 1974    | 51,9           | 14     | Seniorenresidenz |                |
| 14. | Augustinum Hochhaus „zur Stadtseite“                               | 1974    | 51,9           | 14     | Seniorenresidenz |                |

## Geplante Hochhäuser
Hochhäuser, die in Bonn gebaut werden und noch nicht ihre endgültige Höhe erreicht haben:
| Name                           | Höhe   | Etagen | geplante Eröffnung | Bemerkung | Bild |
| ------------------------------ | ------ | ------ | ------------------ | --- | ---- |
| Aire-Turm                      | 220 m  | N.N.   | unbekannt          | Geplanter Konzert- und Aussichtsturm in der Bonner Rheinaue neben dem Post Tower. Seit 2019 in der Diskussion. |      |
| Sunnyside Tower                | 100 m  | 25     | unbekannt          | Seit 2015 in Diskussion. Soll im Bonner Bogen in Ramersdorf entstehen und wäre somit das höchste Gebäude in Beuel. |      |
| Süd-Tor                        | 80 m   | 20     | unbekannt          | Seit 2022 in Planung. Das Hybridhochhaus soll südlich des Bundesviertels in Bad Godesberg an der B9 entstehen. |      |
| EZMW-Hochhaus                  | 65 m   | 18     | 2026               | Im Dezember 2020 wurde bekanntgegeben, dass das Europäische Zentrum für mittelfristige Wettervorhersage (EZMW) einen Standort in Bonn erhält. Bis 2026 entsteht dafür an der Ludwig-Erhard-Allee ein neuer Campus mit einem Hochhaus. Im Juni 2024 erfolgte die Grundsteinlegung. |      |
| Hochhaus im Innovationsdreieck | 50,1 m | 12     | unbekannt          | Die Quartier BonnWest GmbH plant im sogenannten Innovationsdreieck an der Immenburgstraße ein Hochhaus für Gewerbe, Büros und Dienstleistungen. Den Architekturwettbewerb gewann im Oktober 2022 das Hamburger Büro Winking Froh Architekten.                                     |      |

## Abgerissene Hochhäuser
Liste der Hochhäuser in Bonn, die abgerissen wurden.
| Gebäude     | Baujahr | Abgerissen | Höhe in Metern | Etagen | Bemerkung | Bild           |
| ----------- | ------- | ---------- | -------------- | ------ | --- | -------------- |
| Bonn-Center | 1969    | 2017       | 60             | 18     | Am 19. März 2017 gesprengt. Seit 2018 entstand anstelle des Bonn-Centers ein Neubau mit Hochhaus. Dieser ist mit einer Bauhöhe von 101,5 Metern seit seiner Fertigstellung Ende 2022 das dritthöchste Hochhaus Bonns. | weitere Bilder |